# 제24회 미국 감독 조합상
제24회 미국 감독 조합상은 1971년 뛰어난 활동을 보인 영화 감독을 기리기 위해 1972년 3월에 열린 시상식이다. 뉴욕, Hilton Hotel에서 개최되었다.

## 수상 및 후보

### 감독상(영화부문)
- 프렌치 커넥션 - 윌리엄 프리드킨 수상

### 감독상(다큐멘터리부문)
- Phillip Beigel 수상